# Billion Dollar Limited
Billion Dollar Limited è un cortometraggio d'animazione del 1942 diretto da Dave Fleischer. È il terzo cortometraggio della serie Superman, prodotto dai Fleischer Studios e distribuito dalla Paramount Pictures il 9 gennaio 1942.